# The Sea Urchins
The Sea Urchins est un groupe d'indie pop britannique, originaire de Birmingham, en Angleterre. Ils comptent une poignée de singles à la fin des années 1980 et sont souvent apparentés à la scène C86. Le groupe est surtout connu pour être la première référence du catalogue du label indépendant Sarah Records avec leur chanson Pristine Christine.

## Biographie

### Débuts
En 1986, à Birmingham, James Roberts (chant et guitare), alors encore lycéen à West Bromwish,, fonde The Sea Urchins avec son frère, Patrick (batterie), Simon Woodcock (guitare), Robert Cooksey (guitare solo), Bridget Duffy (orgue et tambourin) et Mark Bevin (basse).
En octobre 1986 (comme indiquée sur le livret de la compilation Stardust), le groupe enregistre deux premiers titres qu'il réussit à publier l'année suivante. Ces deux titres sont pressés sur flexi disc et distribués par l'intermédiaire de fanzines. Le premier flexi disc, partagé avec un groupe de Bristol, contient Cling Film, une ballade mélancolique. Sur le second, partagé avec leur futur voisin de label The Orchids, se trouve Summershine, un morceau teinté, lui aussi, d'une certaine mélancolie mais aux consonances pop des années 1960 plus marquées. La pochette, réalisée par Robert et Bridget, fait, elle aussi référence aux années 1960. L'influence des Byrds est très présente, comme c'est le cas dans beaucoup de formation de la scène indie pop britannique de cette période. Ces deux flexi disc sont publiés respectivement par le fanzine Kvatch, édité par Clare Wadd, et Sha La La Flexis, une organisation de fanzine dans laquelle on retrouve Matt Haynes. Et lorsque ces deux personnes décident de monter leur propre label, Sarah Records, à la fin de l'année 1987, c'est très logiquement que les Sea Urchins se voit proposer un premier 45 t.

### Productions
En novembre 1987, sort Pristine Christine, qui reste, toute proportion gardée, leur titre le plus connu, notamment en étant la première référence du label de Wadd et Haynes. Enregistré deux mois plus tôt, le simple contient deux autres titres, Sullen Eyes et Everglades. Là encore, l'influence des Byrds et de la pop des années 1960 est évidente tant le titre fait la part belle aux arpèges cristallins et carillonnants. Outre cette habile réutilisation de l'héritage pop, une des qualités principales du groupe est, sans aucun doute, la voix de son chanteur, James Roberts. Bien que limitée, elle reste facilement identifiable, se distinguant par un ton plaintif et nasal mais jamais exagéré. La sortie de ce premier simple est suivi du départ de Mark Bevin, ce dernier est remplacé par Darren Martin. Il faudra attendre près de dix mois avant la parution d'un nouveau 45 t. En juillet, sort Solace, enregistré en avril et produit par Joe Foster, un des pères de Creation Records. Solace sonne beaucoup plus rock. Le simple suivant, A Morning Odyssey, bien qu'enregistré en juillet 1989, sortira en août 1990.
Les Sea Urchins quittent Sarah Records en 1990 et enregistrent un titre pour le label gallois Fierce Recordings. La chanson, relativement calme en comparaison de leurs précédents singles, n'a pas de titre. La pochette porte juste la mention Recorded 30.10.1988 (« enregistré le 30 octobre 1988 »). La dernière production du groupe, le simple Please Don't Cry sortira, en juin 1990, pour le compte du label londonien Cheree Records. Dans sa version maxi, il comporte une reprise de Badfinger, No Matter What. Ne se sentant plus à l'aise et ayant l'impression de tourner en rond, The Sea Urchins décide de se séparer, après cinq années d'existence.

### Albums posthumes
En septembre 1992, Sarah Records sort Stardust, une compilation posthume des premiers simples du groupe (de Cling Film à A Morning Odyssey). Sur celle-ci figurent deux titres inédits, You're So Much, enregistré en mars 1987, relativement proche de Summershine, ainsi que Day Into Day, une composition très rock provenant des sessions de A Morning Odyssey. Malgré un regroupement de titres enregistrés sur près de trois ans, Stardust reste un disque très homogène. Le disque est agrémenté de notes de livret signé par Dan Treacy des Television Personalities.
En 1994, Fierce Recordings publie Live In London, un concert des Sea Urchins enregistré au début de l'année 1991, au Marquee Club, à Londres. L'enregistrement, probablement pirate, est de qualité médiocre mais reste tout de même une occasion d'écouter les compositions post-Sarah Records du groupe, ainsi que leurs reprises de So You Want to Be a Rock'n'Roll Star des Byrds et de Season of the Witch de Donovan. Sur ce disque, on peut noter le virage plus rock pris par les Sea Urchins avant leur séparation.

### Post-séparation
Quelque temps après la séparation des Sea Urchins, James Roberts forme le groupe Delta, en 1993. Son frère, Patrick Roberts (cette fois-ci au chant, à la guitare et aux percussions) et le guitariste Robert Cooksey le suivent dans l'aventure. Le jour d'un important concert à Londres à la fin des années 1990, après s'être fâché avec James, Robert sera exclu du groupe,. Delta, qui se voulait être une version plus adulte des Sea Urchins, n'est plus actif à ce jour.
En 2006, James Roberts sort son premier album solo, Everything You Know Is Right. Lorsqu'il est interrogé à propos des Sea Urchins, il semble très intrigué par l'intérêt que les gens continuent de porter au groupe.
Bridget Duffy s'occupera d'un magasin de vêtements d'occasion spécialisé dans les articles de mode des années 1960 et 1970. La boutique, ouverte depuis 1995, est installée sur Waterloo Road, à Londres.
Il est difficile de mesurer l'impact que le groupe a pu avoir, au vu du maigre nombre de chansons parus et surtout de la confidentialité de celui-ci. Cependant, il continue d'être cité en référence par de nombreux descendants de la scène indie pop et a même fait l'objet de reprises : You're So Much par le groupe d'un jour Uni, sur un EP dédié à Sarah Records ; une version de Sullen Eyes enregistrée par le groupe californien The Tyde et une interprétation de Please Rain Fall par Birdie, le groupe de Deborah Wykes (ex-Dolly Mixture). Summershine Records, un label pop australien fondé en 1989 et ayant, entre autres, édité d'anciennes signatures du label Sarah Records, semble emprunter son nom à un titre des Sea Urchins.

## Discographie

### Albums studio
- 1992 : Stardust (compilation des premiers simples du groupe (Sarah Records, septembre)
- 1994 : Live In London (concert enregistré à Londres, au Marquee Club, le 20 janvier 1991[9] (Fierce Recordings)

### Singles et EP
- 1987 : Cling Film / Baby Blue Marine (split avec le groupe The Groove Farm (flexi 7", Kvatch Fanzine)
- 1987 : Summershine / From this Day (split avec le groupe The Orchids (flexi 7", Sha La La Flexis)
- 1987 : Pristine Christine (7", Sarah Records, novembre)
- 1988 : Solace (7", Sarah Records, juillet)
- 1990 : A Morning Odyssey (7", Sarah Records, août)
- 1991 : Please Don't Cry (7"/12", Cheree Records, juin)
- Recorded 30.10.88 (pressage sur une seule face ; 7", Fierce Recordings)

### Compilations
- Divers compilations Sarah Records
- Autres

### Reprises
- 1999 : You're So Much par Uni sur A Smile Took Over (2x7", Matinée Recordings, Matinée 005, août)[10]
- 2003 : Please Rain Fall par Birdie sur Reverb Deluxe (CD/LP, Apricot Records, APRICD031/APRIVIN031, 10 janvier)
- Sullen Eyes par The Tyde